# Andrew Henry Ferguson
Pour les articles homonymes, voir Ferguson.
Andrew Henry Ferguson (1899-1966) est un colonel honoraire britannique des Life Guards.
Il est le père du commandant des Life Guards Ronald Ferguson (1932-2003), lui-même père de Sarah Ferguson, mariée en 1986 (divorcée en 1996) au prince Andrew, duc d’York.
Sa femme Marian (1908-1996), née Montagu-Douglas-Scott, appartient à la même famille que la femme de David Smiley, née Moyra Eileen Montagu-Douglas-Scott, toutes deux descendantes directes des ducs de Buccleuch.

## Carrière militaire
Écossais, Henry Ferguson est sous-lieutenant de réserve (Matricule 18309) au 2e régiment des Life Guards en mars 1919, il intègre l’Académie royale militaire de Sandhurst en octobre 1919.
Il est nommé sous-lieutenant au 2e Life Guards le 14 juillet 1921, capitaine en juin 1929, commandant en mars 1934, lieutenant-colonel le 1er avril 1940. Il est chef de corps des Life Guards d’avril 1940 à avril 1943.
Il prend sa retraite le 28 avril 1947 avec le grade de colonel honoraire.

## Faits marquants
Au sein de la Iraqforce, il participe à la guerre anglo-irakienne de 1941 au sein de la « colonne Nord ». Celle-ci comprend environ 500 hommes - des éléments du 1er Régiment de cavalerie de la Garde, trois automitrailleuses de la RAF, une troupe d’artillerie de canons de 25 livres et le Régiment mécanisé de la Légion arabe.
La colonne Nord doit franchir l’Euphrate en ferry, traverser d’une traite le désert pour couper la ligne de chemin de fer Bagdad - Samarra - Mossoul, puis poursuivre au sud jusqu’à Bagdad.
La "colonne Sud" du général James Joseph Kingstone, forte d’environ 750 hommes - un escadron du 1er  Régiment de cavalerie de la Garde, deux compagnies du régiment de l'Essex, trois automitrailleuses de la RAF, une troupe d’artillerie de canons de 25 livres -, doit emprunter la route directe, traverser l’Euphrate près de Falloudja, où des combats acharnés eurent lieu, puis continuer sur Bagdad.
Remarque : Le 19 novembre 1940 sont créés les 1er et 2e Régiments de Cavalerie de la Garde (1st et 2d Household Cavalry Regiment) formés à parts égales d’éléments des Life Guards et des Royal Horse Guards (les Blues). Ils sont dissous en juillet 1945. Les Horse Guards et les Life Guards ne combattent donc jamais en unité constituée.
Après les campagnes d’Irak, de Syrie et d'Iran de 1941. Henry Ferguson combat avec le 1er Régiment de cavalerie de la Garde en Afrique du Nord (Libye) en 1942, en Italie en 1943-1944. Le régiment rentre en Angleterre en octobre 1944.